# The Dio E.P.
The Dio E.P. je jediné EP americké heavy metalové skupiny Dio, vydané v květnu roku 1986 u Vertigo Records. Album obsahuje jedinou dříve nevydanou skladbu „Hide in the Rainbow“, ostatní již dříve vyšly na studiových albech.

## Seznam skladeb
| Strana 1 | Strana 1            | Strana 1  | Strana 1 |
| Pořadí   | Název               | Autor     | Délka    |
| -------- | ------------------- | --------- | -------- |
| 1.       | Hide in the Rainbow | Dio, Bain | 4:06     |
| 2.       | Hungry for Heaven   | Dio, Bain | 4:10     |

| Strana 2       | Strana 2                  | Strana 2                    | Strana 2 |
| Pořadí         | Název                     | Autor                       | Délka    |
| -------------- | ------------------------- | --------------------------- | -------- |
| 1.             | Shame on the Night        | Dio, Bain, Campbell, Appice | 5:20     |
| 2.             | Egypt (The Chains Are On) | Dio, Bain, Campbell, Appice | 7:01     |
| Celková délka: | Celková délka:            | Celková délka:              | 20:37    |

## Sestava
- Ronnie James Dio – zpěv
- Vivian Campbell – kytara
- Jimmy Bain – baskytara, klávesy
- Claude Schnell – klávesy[1]
- Vinny Appice – bicí